# 卡洛拉马 (华盛顿哥伦比亚特区)
卡洛拉马（英语：Kalorama）地区包括美国华盛顿哥伦比亚特区西北区内的卡洛拉马三角和谢里丹-卡洛拉马住宅区。该地区可从华盛顿地铁的杜邦环岛站和伍德利公园站以及各种公交线路进入。卡洛拉马三角与康涅狄格大道、哥伦比亚路、卡尔弗特街和岩溪公园接壤。谢里丹-卡洛拉马毗邻西南区，位于康涅狄格大道、岩溪公园、马萨诸塞大道和佛罗里达大道之间。
该社区以其大使馆和（特别是在谢里丹-卡洛拉马历史区内）大型豪宅和著名居民而闻名，包括杰弗里·贝索斯和巴拉克·奥巴马。

## 著名居民
谢里丹-卡洛拉马拥有六位美国前总统的故居：
- 伍德罗·威尔逊于1921年在西北街2340号购买了一栋最近建造的房子，并一直住到三年后去世。1961年威尔逊的寡妇伊迪丝去世后，伍德罗·威尔逊故居于1964年被指定为国家历史地标，成为威尔逊纪念博物馆。
- 威廉·霍华德·塔夫特从1921年到1930年去世，一直住在怀俄明大道2215号的殖民复兴房里。这所房子是由阿尔万·富勒于1908年根据当地建筑师小阿普尔顿·克拉克的设计建造的，现在是叙利亚驻美大使馆。
- 1917年至1920年，富兰克林·罗斯福和埃莉诺·罗斯福住在R街2131号，同时担任海军助理部长。这所房子始建于1899年，1901年添置，现在是马里大使的住所。
- 沃伦·哈定1917年至1921年住在怀俄明大道2314号，当时是俄亥俄州参议员。这所房子建于1915年，由建筑师乔治·雷设计，采用联邦风格，现在是摩纳哥大使的住所。
- 赫伯特·胡佛在1921年被任命为商务部长时，根据小阿普尔顿·克拉克的设计，于1902年购买了托马斯·盖尔斯以殖民复兴风格建造的一栋房子。1929年就职前，1933年至1944年离开白宫后，他一直和家人住在一起。自1954年以来，它一直是缅甸大使馆。
- 自2017年1月20日巴拉克·奥巴马总统任期结束以来，巴拉克·奥巴马、米歇尔·奥巴马和他们的两个女儿一直住在卡洛拉马。

杰夫·贝佐斯于2016年在卡洛拉马购买了一栋房子。原为纺织博物馆，现正进行翻新工程。
自 2016 年 12 月以来，伊万卡·特朗普和她的丈夫贾里德·库什纳在卡洛拉马租了一套 6 间卧室、6，870 平方英尺（638平方米）的房子。